# The Bachelorette
The Bachelorette é um reality show norte-americano que mostra um jogo de namoro. Trata-se da versão feminina do The Bachelor. Sua estreia foi em janeiro de 2003, no canal ABC e ficou em segundo lugar de audiência ante a temporada de The Bachelor. A primeira temporada, apresentada por Chris Harrison, ofereceu a oportunidade de Trista Rehn escolher um namorado entre 25 solteiros. Na temporada de 2004, a série ficou novamente com o segundo lugar em relação à temporada anterior de The Bachelor. O último episódio apresentado foi em 28 de fevereiro de 2005. A série foi refilmada pela ABC durante o ano de 2008, após uma ausência de três anos. Produzida pela ABC, teve outra breve passagem composta por três temporadas distribuídas pela Warner Channel.

## Temporadas
- 1ª temporada (2003)

Trista Rehn, a vice-campeã da primeira temporada de The Bachelor, selecionou Ryan Sutter. A transmissão do final da temporada ficou entre os programas de realidade mais assistidos da televisão. Eles ainda estão casados e têm dois filhos juntos.
- 2ª temporada (2004)

Meredith Phillips, que foi demitida por Bob Guiney na 4ª temporada de The Bachelor, escolheu Ian Mckee. No entanto, eles terminaram seu relacionamento em fevereiro de 2005.
- 3ª temporada (2005)

Jennifer Schefft, selecionada por Andrew Firestone na terceira temporada de The Bachelor, teve uma segunda chance no amor, depois que seu relacionamento com Firestone terminou, na terceira temporada de The Bachelorette. Ela escolheu Jerry Ferris, diretor de galeria de arte, em vez do companheiro João Paulo Merritt. Durante este último episódio, Jerry propôs a Jen, mas ela rejeitou a sua proposta afirmando que a química não estava lá. Schefft encontrou o amor longe da tevê da realidade ao casar com o executivo de relações públicas de Chicago Joe Waterman, em maio 2009. O casal teve sua primeira filha, Elizabeth Mae, em 13 de novembro de 2010.
- 4ª temporada (2008)

Deanna Pappas, que apareceu pela primeira vez na 11ª temporada de The Bachelor (e foi rejeitada por Brad Womack), escolheu Jesse Csincsak em vez de Jason Mesnick. Eles foram iriam casar em 9 de maio de 2009, mas o casal anunciou sua dissolução, em novembro de 2008. Na 13ª temporada de The Bachelor, com Jason Mesnick como um pai solteiro procurando uma segunda chance no amor, Pappas fez um retorno surpresa.
- 5ª temporada (2009)

Jillian Harris, que foi rejeitada por Jason Mesnick na 13ª temporada de The Bachelor, foi a rejeitada na quinta. Ela também é a primeira despedida do Canadá. A quinta temporada estreou em 18 de maio de 2009. No final da temporada, Jillian recebeu uma proposta de Ed Swiderski (um suplemento para a final, "após o final Rose", exibido na terça, 28 de julho). No entanto, eles terminaram o relacionamento em julho de 2010. O concorrente Jake Pavelka foi escolhido para ser o próximo "Bachelor".
- 6ª temporada (2010)

Ali Fedotowsky, que se afastou de Jake Pavelka, foi a despedida da sexta temporada, que estreou em 24 de maio de 2010. Ali, que deixou o concorrente Chris Lambton ir um dia antes da "Cerimônia Final Rose", escolheu Roberto Martinez. O casal permanece junto.